# Partick Thistle Football Club 2021-2022
Questa voce raccoglie le informazioni riguardanti il Partick Thistle Football Club nelle competizioni ufficiali della stagione 2021-2022.

## Stagione
- In Scottish Championship il Partick Thistle si classifica al 4º posto (52 punti), dietro all'Inverness e davanti al Raith Rovers. Ai play-off perde il quarto di finale contro l'Inverness (1-3 complessivo).
- In Scottish Cup viene eliminato agli ottavi di finale dal Dundee Utd (0-1).
- In Scottish League Cup non supera la fase a gironi, piazzandosi al terzo posto (6 punti) nel gruppo H dietro a St. Mirren e Dunfermline e davanti a Stenhousemuir e Dumbarton.

## Maglie e sponsor
| Casa | Trasferta |

## Rosa
| N. |                   | Ruolo | Calciatore      |
| -- | ----------------- | ----- | --------------- |
| 1  | Scozia (bandiera) | P     | Jamie Sneddon   |
| 2  | Scozia (bandiera) | D     | Richard Foster  |
| 3  | Scozia (bandiera) | D     | Kevin Holt      |
| 4  | Scozia (bandiera) | D     | Lewis Mayo      |
| 5  | Scozia (bandiera) | D     | Darren Brownlie |
| 6  | Scozia (bandiera) | C     | Kyle Turner     |
| 7  | Scozia (bandiera) | C     | Scott Tiffoney  |
| 8  | Scozia (bandiera) | C     | Stuart Bannigan |
| 9  | Scozia (bandiera) | A     | Brian Graham    |
| 10 | Scozia (bandiera) | A     | Alex Jakubiak   |
| 11 | Scozia (bandiera) | C     | Cammy Smith     |
| 12 | Scozia (bandiera) | P     | Kieran Wright   |

| N. |                             | Ruolo | Calciatore               |
| -- | --------------------------- | ----- | ------------------------ |
| 14 | Irlanda del Nord (bandiera) | C     | Shea Gordon              |
| 15 | Scozia (bandiera)           | D     | Steven Bell              |
| 16 | Scozia (bandiera)           | D     | Ciaran McKenna           |
| 17 | Scozia (bandiera)           | C     | Connor Murray            |
| 18 | Inghilterra (bandiera)      | C     | Tunji Akinola            |
| 19 | Scozia (bandiera)           | A     | Ross MacIver             |
| 21 | Senegal (bandiera)          | C     | Mouhamed Niang           |
| 22 | Scozia (bandiera)           | C     | Robbie Crawford          |
| 23 | Scozia (bandiera)           | C     | Ross Docherty (capitano) |
| 25 | Colombia (bandiera)         | A     | Juan Alegría             |
| 33 | Scozia (bandiera)           | D     | Stephen Hendrie          |